# 1187
Évszázadok: 11. század – 12. század – 13. század
Évtizedek: 1130-as évek – 1140-es évek – 1150-es évek – 1160-as évek – 1170-es évek – 1180-as évek – 1190-es évek – 1200-as évek – 1210-es évek – 1220-as évek – 1230-as évek
Évek: 1182 – 1183 – 1184 – 1185 –  1186 – 1187 – 1188 – 1189 – 1190 – 1191 – 1192

## Események

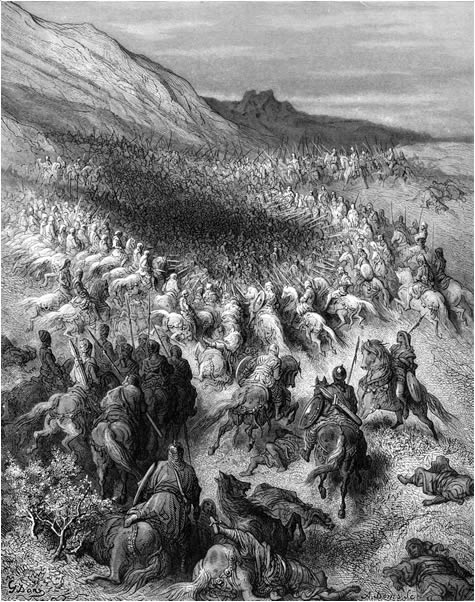
Gustave Doré illusztrációra a Hattíni csatáról

### Határozott dátumú események
- május 1. – A keresztesek vereséget szenvednek a Kresszon-forrásnál.[1]
- július 4. – A hattíni csatában Szaladin szultán muszlim csapatai legyőzik és megsemmisítik a Lusignani Guidó jeruzsálemi király vezette európai keresztény sereget.[2]
- október 2. – Szaladin szultán serege elfoglalja Jeruzsálemet.[3]
- október 21. – VIII. Gergely pápaságának kezdete.[4]
- október 29. – VIII. Gergely pápa Audita tremendi című bullájában meghirdeti a harmadik keresztes hadjáratot.[5][6]
- december 19. – III. Kelemen pápaságának kezdete.[7]

### Határozatlan dátumú események
- az év folyamán – 
  - A szczecini Szent Jakab-székesegyház felszentelése.
  - Knut Eriksson svéd király várat épít Stockholm szigetén.
  - Az iránytű megjelenése Európában.
  - A Zen buddhizmus megjelenése Japánban.

## Születések
- szeptember 5. – VIII. (Oroszlán) Lajos francia király († 1226)
- I. Arthur, Bretagne hercege († 1203)
- Konrád lengyel fejedelem

## Halálozások
- július 4. – Châtillon Rajnald antiochiai fejedelem[8]
- október 20. – III. Orbán pápa[4]
- december 17. – VIII. Gergely pápa[4]
- Alexisz Branasz bizánci hadvezér
- Cremonai Gellért
- év végén III. Rajmund tripoliszi gróf[9]

## Európai időjárás
A gyümölcsfák már januárban és februárban virágoztak a francia és német területeken.